# Effet geyser du mélange Mentos-boisson gazeuse

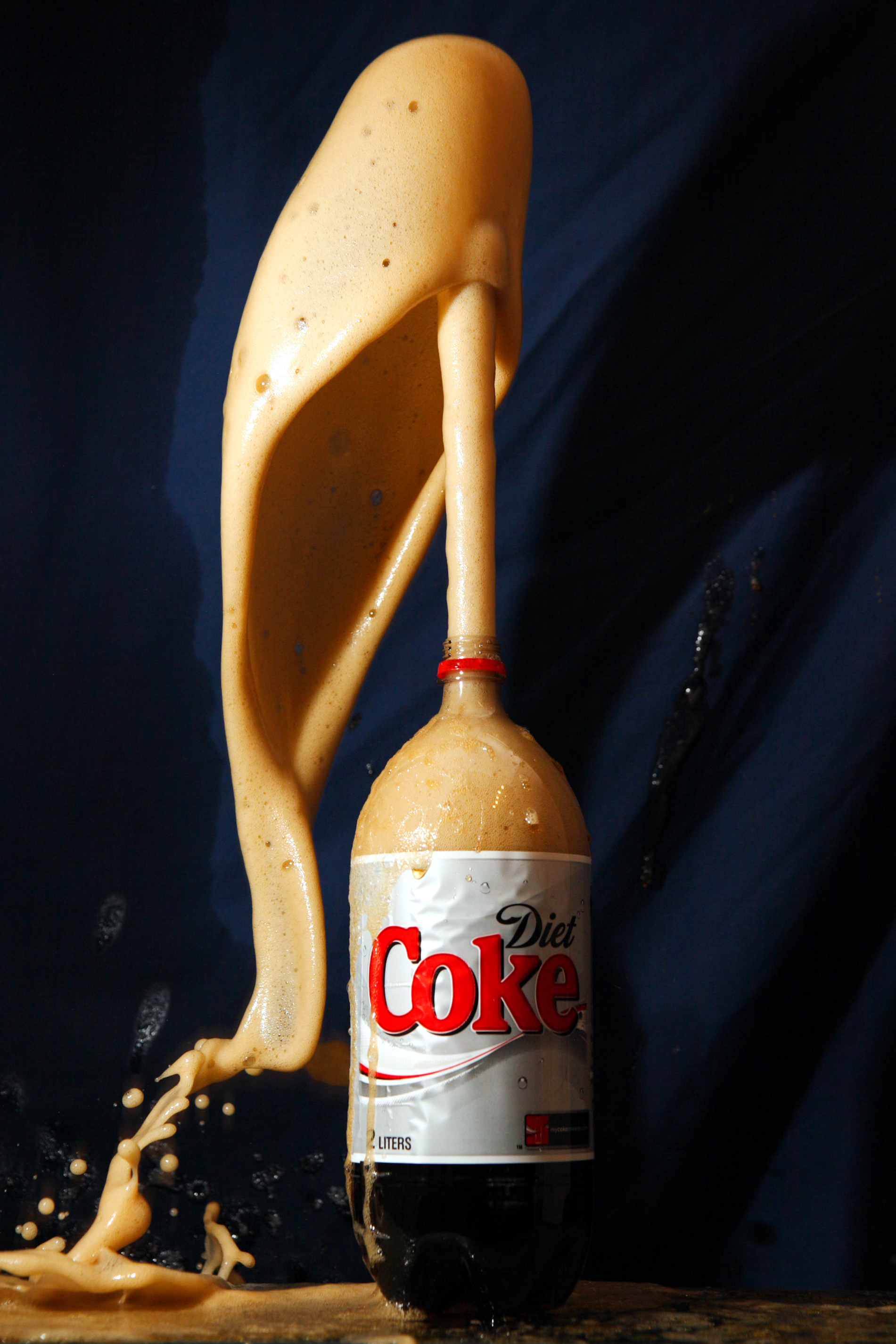
Effet geyser du mélange de Mentos et de boisson gazeuse.

L’effet geyser du mélange Mentos-boisson gazeuse est lié au dégazage brutal du dioxyde de carbone dissout dans la boisson gazeuse lors de l'immersion de la friandise. Il a été popularisé initialement aux États-Unis sous le nom de Mentos eruption, Diet Coke eruption, ou autres variantes similaires.
Cette réaction est connue d'un public assez large depuis 2006. Phénomène physico-chimique intrigant, elle est rapidement devenue un phénomène de pop culture.

## Mécanisme

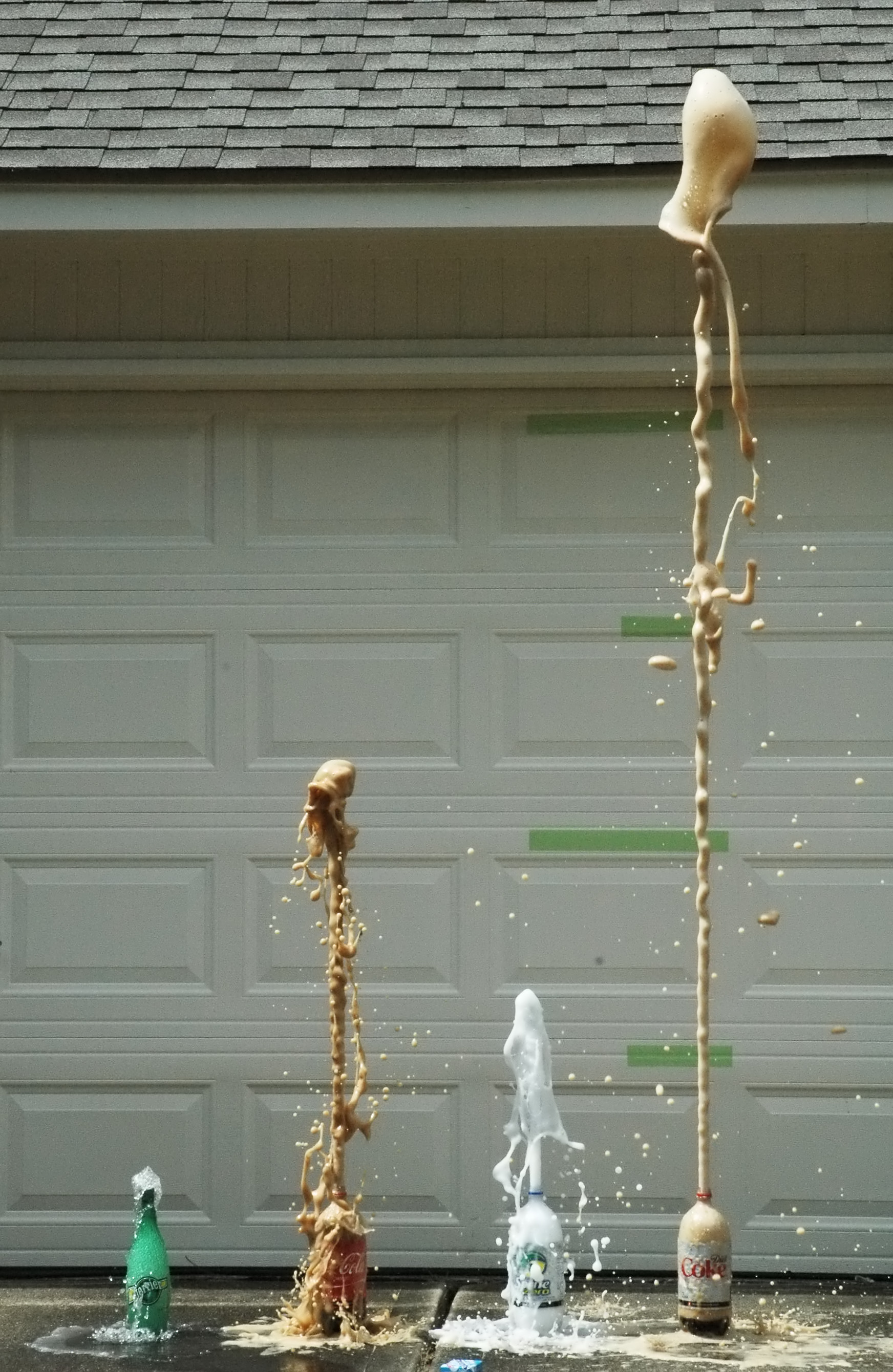
De gauche à droite : Perrier, Coca-Cola, Sprite Zero et Coca-Cola Light.

Pour réaliser le geyser, mettre une ou plusieurs pastilles de Mentos dans une bouteille de boisson gazeuse quelconque. Des expériences montrent que n'importe quelle boisson gazeuse réagit à l'introduction d'un Mentos. Le Perrier et la limonade en sont des exemples. Il est d'ailleurs possible que le geyser soit plus puissant avec de la limonade qu'avec du soda. Cela tiendrait au fait que la surface du Mentos est poreuse. Ces aspérités permettent une nucléation plus facile : le dioxyde de carbone, dissout dans l'eau sous forme d'acide carbonique H2CO3, profite de l'irrégularité de l'enrobage du Mentos pour se transformer en gaz. Ce phénomène de nucléation est observable en toute circonstance : les bulles du soda remontent à la surface en permanence. Le Mentos accélère cet effet, ce qui provoque le geyser.
La gomme arabique a un rôle amplificateur : elle réduit la tension superficielle du soda, permettant au CO2 de mieux se libérer. Le saccharose et le glucose (sucres) sont de bons substituts au Mentos.

## Réactions
Susan McDermott, la porte-parole de la Coca-Cola Company, a indiqué qu'il s'agissait d'un amusement et que l'entreprise préfèrerait voir le public consommer la boisson plutôt que de faire des expériences avec elle. Elle indique par ailleurs que « la folie du Mentos […] ne colle pas avec l'image de marque de Coca-Cola ».
La Coca-Cola Company a cependant sponsorisé Eepybird pour la création d'une vidéo exclusive pour le site Coca-Cola.com. Un concours Poetry in Motion fut alors organisé en novembre 2006 autour de cette création sur le site de la marque.
La division américaine de Mentos se félicite également de cette publicité gratuite qu'elle estime valoir 50 % de ses dépenses publicitaires annuelles.
Le phénomène a pris une grande importance dans la culture populaire et internet, avec de nombreuses photographies et vidéos publiées en ligne. L'une des vidéos les plus complexes montre une imitation de la fontaine de l'hôtel Bellagio de Las Vegas avec 101 bouteilles de Coca-Cola Light de 2 litres et 523 Mentos,. Des fusées artisanales propulsées au mélange mentos-soda sont également attestées.

## Dans la culture populaire
Dans le film d'animation Les Mondes de Ralph se trouve une montagne de Mentos contenant un lac de cola brûlant. Lorsque Ralph frappe le cratère, il fait chuter des blocs de Mentos dans le cola et provoque ainsi un immense geyser qui permet d’éliminer la nuée de Cybugs, des insectes géants.

## Effet sur la santé
Même si la réaction dans une bouteille est impressionnante, elle ne peut avoir les mêmes effets dans un estomac. En effet, une grande partie du dioxyde de carbone est perdue lors de l'ouverture de la bouteille puis lors du transit vers l'estomac. Par conséquent, si une personne mange un paquet de mentos après avoir consommé des boissons gazeuses ou même si elle consomme des boissons gazeuses après avoir mangé un paquet de mentos, la production de bulles sera limitée et la dilatation de l'estomac ne se fera que dans des proportions raisonnables. En outre, la mastication détruit l'enrobage du bonbon, principal responsable de la nucléation.
La réaction peut entraîner néanmoins des effets gastriques désagréables.

## Rumeurs
Beaucoup de rumeurs ont circulé concernant le mélange Mentos-Coca. Une chaîne d'e-mails expliquait la réaction par la formation d'une mystérieuse substance nommée Ta9V4 qui se formerait à partir de l'acésulfame K INS930, un édulcorant présent dans le Coca light. Le terme INS930 fait référence à l'International Numbering System (INS), système de numérotation internationale des additifs alimentaires adopté par la commission du Codex alimentarius. Il se trouve que le numéro INS de l'acésulfame K est 950 et non 930, qui correspond à celui du peroxyde de calcium, un additif utilisé dans le pain. La substance Ta9V4 est inconnue.